# Микільське (Новоукраїнський район)
Микі́льське — село в Україні, у Піщанобрідській сільській громаді Новоукраїнського району Кіровоградської області. Населення становить 25 осіб. Орган місцевого самоврядування — Піщанобродська сільська рада.

## Населення
Згідно з переписом УРСР 1989 року чисельність наявного населення села становила 28 осіб, з яких 12 чоловіків та 16 жінок.
За переписом населення України 2001 року в селі мешкало 25 осіб.

### Мова
Розподіл населення за рідною мовою за даними перепису 2001 року:
| Мова       | Відсоток |
| ---------- | -------- |
| українська | 96,00 %  |
| російська  | 4,00 %   |